# Cordia rusbyi
Cordia rusbyi là loài thực vật có hoa trong họ Mồ hôi. Loài này được Britton ex Rusby mô tả khoa học đầu tiên năm 1896.